# آیساپای
آیساپای (به لاتین: Aysapay) یک منطقهٔ مسکونی در روسیه است که در استان آستراخان واقع شده‌است.